# Pseudolarentia nigrocellata
Pseudolarentia nigrocellata är en fjärilsart som beskrevs av W. Warren 1897. Pseudolarentia nigrocellata ingår i släktet Pseudolarentia och familjen mätare. Inga underarter finns listade.